# بترا بيرغر
بترا بيرغر (بالهولندية: Petra Berger)‏ هي مغنية وممثلة هولندية، ولدت في 23 أكتوبر 1965 في أمستلفين في هولندا.

## وصلات خارجية
- الموقع الرسمي
- بترا بيرغر على موقع IMDb (الإنجليزية)
- بترا بيرغر على موقع ميوزك برينز (الإنجليزية)
- بترا بيرغر على موقع ديسكوغز (الإنجليزية)